# La funesta finestra
La funesta finestra (The Wide Window) è il terzo libro della serie Una serie di sfortunati eventi, scritta da Lemony Snicket.

## La trama
In questo romanzo i fratelli Baudelaire vanno a vivere dalla zia Josephine Anwhistle, un'anziana vedova appassionata di grammatica residente in una casa che da una rupe si affaccia sul lago Lacrimoso. Malauguratamente la donna, a dispetto della passione per il rischio che l'aveva contraddistinta negli anni giovanili, è terrorizzata irrazionalmente dal mondo che la circonda (ed è terrorizzata in modo particolare dagli agenti immobiliari), probabilmente a causa della morte del marito mangiato vivo dalle Mignatte Magnose, sanguisughe del lago lacrimoso. A causa delle fobie della donna i ragazzi sono costretti, non potendo usare il fornello, a nutrirsi esclusivamente di roba disgustosa come zuppa di cetrioli fredda o stufato freddo di limone verde.
Nonostante questi disagi la vita dei Baudelaire scorre tranquilla fino a quando un giorno il conte Olaf si ripresenta nelle loro vite, stavolta con il nome di "capitano Sham". Gli orfani ovviamente non credono neanche per un istante alle menzogne di Olaf, ma la zia Josephine, non ritenendo plausibile la storia dei ragazzi, si innamora di lui e, desiderando trascorrere un po' di tempo con lui, lascia i ragazzi in casa.
Durante la notte però i Baudelaire sentono un forte rumore e così dopo essere scesi trovano la grande finestra che si affaccia sul lago Lacrimoso infranta e una lettera di addio della zia Josephine in cui la donna esprimeva il desiderio che fosse il capitano Sham a occuparsi dei fratelli. Il signor Poe, venuto a sapere del suicidio e della lettera, porta gli orfani e Olaf-Sham in un ristorante per discutere della loro adozione.
I ragazzi per fuggire dal ristorante e per leggere con attenzione la lettera, avendo Klaus intuito la presenza di un messaggio nascosto nel testo, ingoiano alcune caramelle alla menta a cui sono allergici e vengono mandati da Poe a casa della zia. Klaus riesce a trovare nella lettera, grazie ad alcuni falsi errori grammaticali della zia, un messaggio segreto che rivelava che la zia era ancora viva e che si era nascosta nella Grotta Gridona.
A quel punto però scoppia un ciclone che obbliga i ragazzi a fuggire dalla casa, che finisce per sfracellarsi sul lago. I ragazzi allora si ritrovano costretti a rubare una barca a vela ad un complice del conte Olaf per raggiungere la grotta. Una volta arrivati trovano la zia terrorizzata e intenzionata a passare lì il resto dei suoi giorni. I fratelli la convincono però a uscire ricordandole che restando avrebbe rischiato di ricevere la visita di agenti immobiliari, dei quali la zia ha una paura folle. Una volta in barca vengono però attaccati dalle mignatte del lago.
A sorpresa accorre in loro aiuto il capitano Sham che salva gli orfani, ma uccide la zia Josephine gettandola in acqua. Tornati in riva il signor Poe, non credendo alla storia dei ragazzi, decide di darli in custodia a Olaf-Sham. A questo punto è cruciale l'intervento di Sunny che smaschera Olaf togliendogli con i denti la gamba di legno e scoprendo così il tatuaggio. Il conte Olaf riesce però a fuggire di nuovo insieme ai suoi complici.
I ragazzi sconsolati si rendono conto che la loro serie di sfortunati eventi non è ancora finita ma il potere contare l'uno sull'altro rimane la loro fortuna più grande.

## Edizioni
- Lemony Snicket, La funesta finestra, traduzione di Elena Spagnol, salani, 2001,  p. 192, ISBN 88-7782-953-2.